# Опит настављења к србској сличноречности и слогомјерју или просодии
Опит настављења к србској сличноречности и слогомјерју или просодии је дело које је написао Лука Милованов Георгијевић 1810. године. Дело је представљало расправу о стиху, метрици, версификацији и прозодији. Вук Караџић је објавио дело тек 1833. године 

## О делу
Опит настављења к србској сличноречности и слогомјерју или просодии је написано 1810. године. То је најчувеније дело Луке Милованова Георгијевића писано народним језиком. Дело није објављено 1810. године због новчаних проблема аутора. Године 1810. је Сава Мркаљ објавио на реформисаној ћирилици Сало дебелога јера либо азбукопротрес. Лука је дело писао реформисаном ћирилицом, али су цензори одбили да штампају дело јер је та реформисана ћирилица била забрањена. 
Лука је написао књигу о српској прозодији која се састоји из више целина.
Георгијевић није успео да објави своје дело о разматрању правила стихотворства које су биле поткрепљене преведеним и оригиналним песмама, са погледима на ортографију. Цензор Георгије Петровић је одобрио дело за штампање 1810. године, али Лука није имао довољно финансијских средстава. У исто време је Сава Мркаљ објавио Сало дебелога јера либо Азбукопротрес. Сава је написао и да Лука Милованов припрема дело о српској азбуци. На крају је Мркаљева ћирилица била забрањена. Лука је 1811. године нашао мецену да му помогне око штампања књиге, али га је цензор одбио с образложењем да његово дело не може да се штампа правописом који је промовисао Мркаљ него традиционалним. Цензор је наговарао писца да рукопис препише и припреми за штампу традиционалном ортографијом. Дело је публиковано тек 1833. године захваљујући Вуку Караџићу.

### Предсловје
У Предсловју Лука Милованов поставља прозодијска правила која назива малим опитом који треба да подстакне друге писце да се баве истом темом. На тај начинби настало велико дело о српској верификацији. Лука се старао да правопис списа прилагоди лакоћи и једнообразности, једноставности језика обичног народа.

### Увод у сличноречности
Увод у сличноречности је део где писац објашњава појмове сличноречности, слогомјерје, слог, писмена, дуги слог, кратак слог, општи слог и расправља о различитости слогова и о томе како се означавају.

### Шта су писмена
Лука је писао фонетским писмом. То је филолошки одељак посвећен гласовима и словима. Лука је констатовао да је књижевном језику потребно двадесет девет слова.

### Други деоОпита
Други део је посвећен преводима и препевима песама немачких песника Биргера, Штрајбера, Вајса и Виншера. Уз њих је додао и три своје песме и на тај начин показао и да је песник. Његове песме испеване су народним језиком и одликују се складним сазвучјем и ненаглашеним личним осећањима (Мојој дјеци на мајалес, На књижицу за новољетни дар и О погребу Митра Поповића, калфе трговачког рода из Мохача)

### Пословје читатељу
Последњи део Пословје читатељу је пишчев поговор. Писац је изразио уверење да ће се правила која је поставио у књизи одржати, али и исправљати и побољшавати.